# Hiroki Todaka
Hiroki Todaka (født 18. november 1991) er en japansk fodboldspiller, som spiller for den japanske fodboldklub FC Machida Zelvia.